# Farmers' Market Ave.
Farmers' Market Ave.（ファーマーズマーケットアベニュー）は、日本の音楽ユニット。略称はFMA。所属レーベルはPlease Records。

## 略歴
2013年10月、都内で開かれた「ビートルズセッション会」に、佐藤コバヤシと渡邊千晶が参加。
その後、佐藤コバヤシの主導のもと、2014年の12月「Farmers' Market Ave.」を始動。

## コンセプト
「音楽の力で、世界中の人が笑顔になる瞬間をつくりたい」というテーマを掲げて活動を展開。
また「Love and Harmony（愛と調和）」というフレーズもFarmers' Market Ave.の代名詞となっている。（Love and Harmonyという曲はライブで演奏される頻度が非常に高い）

## 音楽性
1960年～70年代のイギリス・アメリカ音楽をベースに、ロック、フォーク、ポップスが入り交じる楽曲作りとなっている。主に作曲を担当している佐藤コバヤシは幼少時代からTHE BEATLES 特にポールマッカートニーに影響を受けており、16歳でギターと作曲を始めている。また渡邊千晶は2歳から英会話を始め2009年3月に渡米本格的にアメリカでの生活を送っている、Farmers' Market Ave.は渡邊千晶の英語力を生かした楽曲作りも特徴の一つである。

## ディスコグラフィー
- Single「Clear Blue Sky」発売（2015年）
- Album「Love&Harmony」発売（2016年）
- Single「as if」発売（2016年）
- Album「PEANUT BUTTER」発売（2017年）
- Single「タカラモノ」発売（2018年）
- Single「Dear Mr」発売（2018年）

### タイアップ
- テレビ埼玉「本の門番～ぶくぶく食堂物語～《門番の始まり編》」[1]オープニングテーマ「Entertainer」／劇中歌「Hello Way」（2018年8月放送）
- テレビ埼玉「本の門番～ぶくぶく食堂物語2～《玉響なつめ著・ 転生しまして、現在 侍女でございます。編》」[2]オープニングテーマ「Entertainer」／劇中歌「Hello Way」エンディングテーマ「タカラモノ」（2018年9月放送）
- 舞台 Reading Act「打ち上げ花火が消えた後、カケラみたいに光る星。」[3]劇中歌「as if」（2019年9月）

## 活動

### ライブ
- Shibuya MilkywayにてFMA初ライブ（2015年4月）
- Shibuya Milkyway「Connect hearts」（2015年6月）
- 下北沢cafe&bar Blue moon（2015年7月）
- Shibuya Milkyway「Farmers’ Market Ave. レコ発ライブ」（2016年2月）
- 下北沢cafe&bar Blue moon（2016年6月）
- 渋谷cabbot（2016年7月）
- 御茶ノ水KAKADO「東日本大震災復興支援 TRUE SMILE 2016 エガオノチカラ」出演（2016年11月）
- 四谷LOTUS（2017年8月）
- 新宿papera（2017年10月）
- 日暮里マルシェ 出演（2017年11月）
- 四谷LOTUS ワンマンライブ「PEANUT BUTTER」（2017年12月）
- 下北沢ラプソディ「笑うて歌ってしゃべくって vol.1」出演（2017年12月）
- 京成立石arrows ゲスト出演（2017年12月）
- 四谷LOTUS「TOMODACHI ROCK vol.7」（2018年2月）
- 四谷LOTUS 「FMA×YMA×YSK Presents FAB!FAB!FAB!2018」フジタユウスケ／ユースムースアベニューと共演（2018年7月）
- 新宿papera（2018年7月）
- 四谷LOTUS5周年記念ライブ（2018年8月）
- 第11回高砂音楽祭 TAKASAGO WOODSTOCK MUSIC FESTIVAL 出演（2018年10月）
- FMAxYMAxYSK Presents ポール来日記念 ファブリーズトーク＆ライブ 「All You Need is FAB 〜FABこそはすべて〜」自由が丘・マッカートニー Farmers' Market Ave.／フジタユウスケ／ユースムースアヴェニュー（2018年11月）
- OSAKA 凱旋ツアー2DAYS 「FMA in OSAKA」 南森町「D45」／千林大宮「花えもん」ワンマンライブ（2018年11月）
- YMA ニュー シングルレコ発イベント 「It was ten years ago today」吉祥寺プラネットK（2019年2月）